# Diamant Boart
Diamant Boart était une société industrielle belge active dans la production d'outillage diamanté fondée à Bruxelles le 3 février 1937.
Elle fait aujourd’hui partie du groupe suédois Husqvarna AB.

## Histoire
En mai 2002, Diamant Boart fut racheté par Electrolux et Husqvarna AB.

### Catastrophe de Ghislenghien
En 2004, lors de la construction d'une nouvelle usine de Diamant Boart sur le zoning industriel de Ghislenghien dans la province de Hainaut, un engin de chantier de la société Tramo griffa et fragilisa l'un des deux gazoducs de gaz naturel opéré par la société Fluxys. Celui-ci se rompit brutalement le 30 juillet 2004 et le gaz sous haute pression alors libéré explosa instantanément, faisant 24 morts et 132 blessés lors de ce qui devint l'une des principales catastrophes industrielles de Belgique.
Après un premier procès au tribunal de première instance où la société ne fut pas inculpée, un procès en appel se déroula à partir du 29 novembre 2010 à la Cour d'appel de Mons dont le verdict, rendu le mardi 28 juin 2011, reconnut Diamant Boart et Fluxys comme coresponsable de la catastrophe.